# Hypoxis interjecta
Hypoxis interjecta är en enhjärtbladig växtart som beskrevs av Gert Cornelius Nel. Hypoxis interjecta ingår i släktet Hypoxis och familjen Hypoxidaceae. Inga underarter finns listade i Catalogue of Life.